# Дворский, Франтишек
Фра́нтишек И́ван Дво́рский (чеш. František Ivan Dvorský; 3 октября 1839, Соботка, ныне Краловеградецкий край — 28 октября 1907, Прага) — чешский писатель и историк-архивист.
Учился в Млада-Болеславе. Работал в чешских земских архивах, изучая чешские старописьменные памятники. Основные исторические работы (основанные на публикации источников): «Zbytky nejstaršich desk zemskych», «O počtu domů v Praze a v královských městech v Čechách v 16-19 století», «Staré pisemne pamàtky žen a dcer českych» (1869), «O upadku národa českého» (1872) «Paměti o školách českých» (1886) и др.
Кроме того, Дворский опубликовал сборник рассказов «Наши прежние картины» (чеш. Naše staré obràzky; 1879), в соавторстве с Элишкой Красногорской написал трагедию «Жена Гаранта» (чеш. Harantova Žena; 1880) из чешской истории XVII века.